# Fiat 500 by Gucci
La edición especial Fiat 500 by Gucci fue presentada en abril de 2011. En agosto de 2011 aparecía la versión descapotada de la edición, con la denominación Fiat 500C by Gucci.

## Características

### Motorizaciones
El Fiat 500 Gucci tiene un caballaje de 69 con un motor de 1.2cc de 8 válvulas. Puede contar con caja de cambios manual o automática.

### Exterior
Cuenta con las características franjas de la marca a ambos lados del vehículo, llantas nuevas exclusivas del modelo con tapa bujes con el logo de la marca. Ambas puertas cuentan con la firma Gucci.

### Interior
Cuenta con cinturones del color de la marca (Verde con una franja roja central), los asientos de piel, presentan la misma franja de la marca en los 4 asientos, así como el logotipo grabado en el reposa cabezas de los asientos delanteros. El pomo de la palanca de cambios también tiene el símbolo de la marca.